# Alfred Laboga

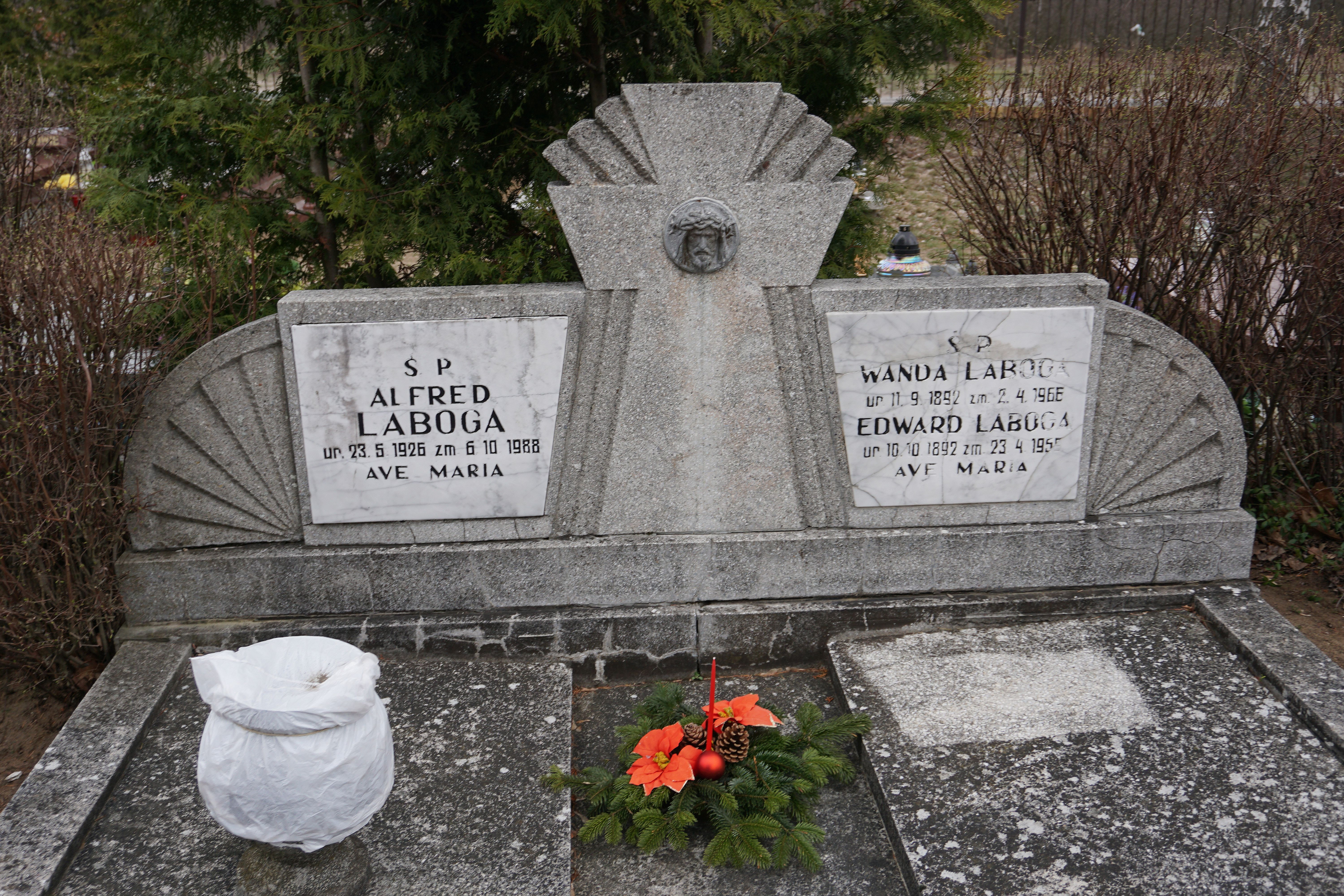
Grób Alfreda Labogi na Cmentarzu Junikowskim

Alfred Laboga (ur. 23 maja 1926 w Poznaniu, zm. 6 października 1988 tamże) – polski bibliotekarz i prawnik, dyrektor Biblioteki Raczyńskich w Poznaniu.

## Życiorys
Ukończył studia na Wydziale Prawa Uniwersytetu im. Adama Mickiewicza w Poznaniu, a następnie pracował w Wydziale Kultury i Sztuki Urzędu Miejskiego w Poznaniu. W 1977 objął stanowisko dyrektora Biblioteki Raczyńskich. Do jego najważniejszych osiągnięć należało:
- zorganizowanie uroczystości jubileuszu 150-lecia biblioteki (1979),
- otwarcie Muzeum Literackiego Henryka Sienkiewicza (oddziału biblioteki) – 1978,
- otwarcie Pracowni-Muzeum Józefa Ignacego Kraszewskiego (oddziału biblioteki) – 1979.

Po rezygnacji w 1981 ze stanowiska dyrektora Biblioteki Raczyńskich kierował Pracownią-Muzeum Ignacego Kraszewskiego.
Został pochowany na Cmentarzu Junikowo w Poznaniu (pole 9-4-8-6).